# Kościół Najświętszego Imienia Maryi na Forum Trajana
Kościół Najświętszego Imienia Maryi na Forum Trajana (wł. Chiesa del Santissimo Nome di Maria al Foro Traiano, łac. Ss. Nominis Mariae ad forum Traiani) – barokowy, rzymskokatolicki kościół tytularny w Rzymie.
Świątynia ta jest kościołem rektoralnym parafii świętych Dwunastu Apostołów w Rzymie oraz kościołem tytularnym.

## Lokalizacja
Kościół znajduje się w II Rione Rzymu – Trevi przy Foro Traiano 89. Zlokalizowany jest obok Forum Trajana i Kolumny Trajana oraz kościoła Świętej Marii Loretańskiej.

## Historia
Pierwszym kościołem w tym miejscu była niewielka świątynia pod wezwaniem św. Bernarda i Maryi Dziewicy (San Bernardo a Colonna Traiani) odnotowana po raz pierwszy w 1418 roku. Po zwycięstwie króla Jana III Sobieskiego w bitwie pod Wiedniem 12 września 1683 roku papież Innocenty XI ustanowił ten dzień świętem Najświętszego Imienia Maryi. W 1688 roku zostało formalnie zatwierdzone Bractwo Najświętszego Imienia Maryi (Confraternita del Santissimo Nome di Maria), które w 1694 roku obrało za swoją siedzibę kościół św. Bernarda. W 1695 roku wykupiło ono sąsiednią działkę, na której w francuski architekt Antoine Derizet zbudował w latach 1736–1741 obecnie istniejący kościół. W 1748 roku kościół św. Bernarda został rozebrany.

## Architektura i sztuka
Kościół Najświętszego Imienia Maryi ma 30 metrów wysokości, zbudowany został na planie elipsy.
Ściany zewnętrzne kościoła są białe. Pierwsza kondygnacja ma pary pilastrów kompozytowych zajmujących jej rogi i podtrzymujących belkowanie. Wejście flankują dwie pary półkolumn kompozytowych, nad nimi powyżej belkowania jest pusty fronton z wgłębioną środkową częścią. Pozostałą część belkowania wieńczy balustrada z posągami ewangelistów i proroków.
Bęben kopuły jest bardzo wysoki, ma on osiem par podwójnych pilastrów korynckich, pomiędzy którymi znajduje się osiem dużych okien. Sama kopuła ma osiem okrągłych okien w barokowych ramach z wolutami. Na latarni jest osiem małych kolumn jońskich z wysokimi wąskimi oknami pomiędzy nimi.

### Wnętrze kościoła
Wnętrze jest nieco eliptyczne. Istnieje sześć małych kaplic bocznych, cztery oryginalne znajdują się na przekątnych, natomiast dwie po bokach zajmują oryginalne wejścia boczne. Wnętrze jest bogato zdobione polichromowanym marmurem i złoconym stiukiem, w dużej mierze jest to efekt renowacji z XIX wieku. 

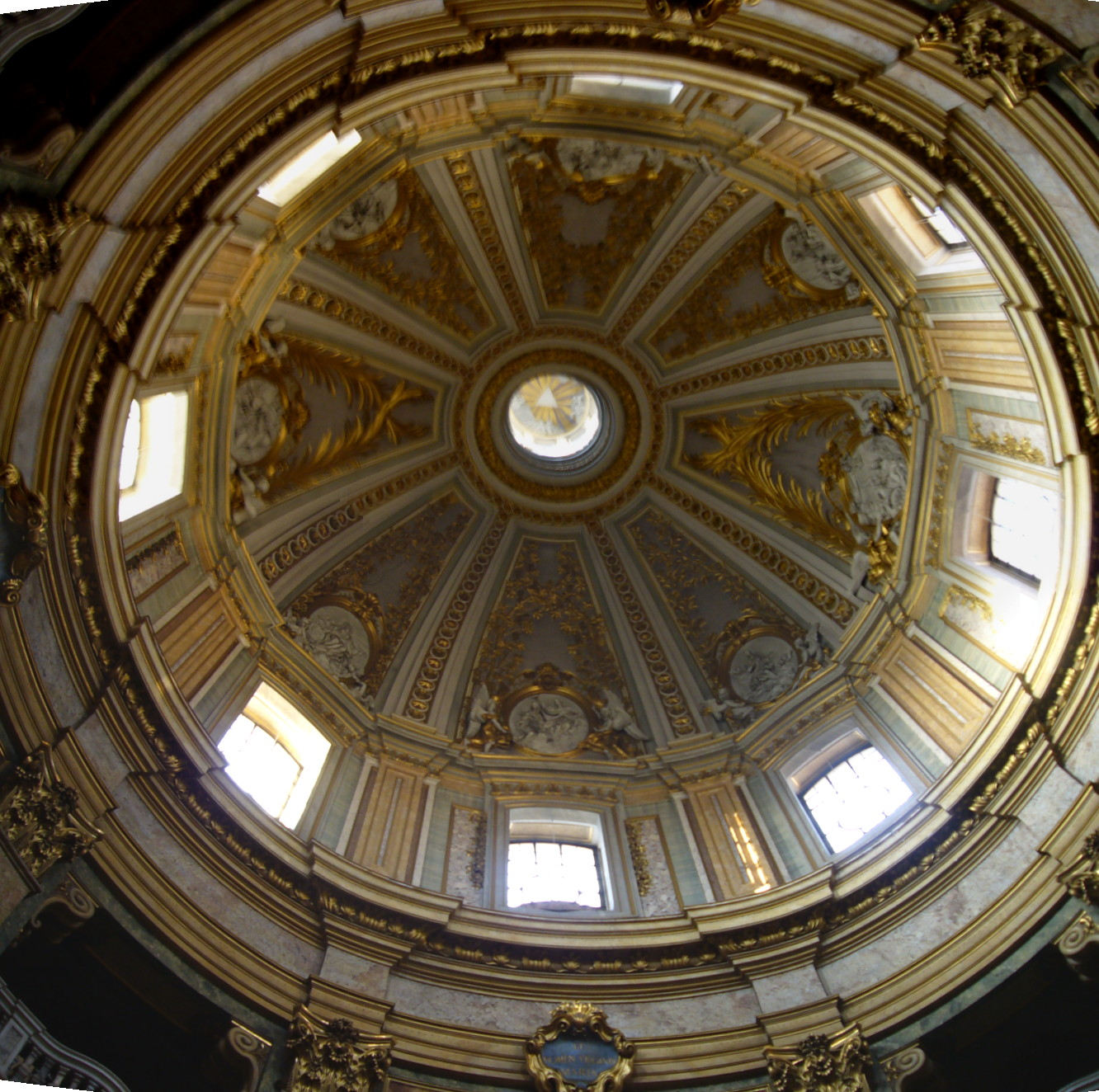
Wnętrze kopuły

Bęben kopuły od wewnątrz ma osiem dużych okien ze zdobionymi złoconymi ramami, które są oddzielone płytkimi pilastrami wyłożonymi polichromowanym marmurem. Sama kopuła jest żebrowana. W oculusie umieszczono symbol Trójcy Świętej. Osiem sektorów wnętrza kopuły zdobią białe i złote sztukaterie, girlandy i liście palmowe. U dołu każdego sektora umieszczono tondo wspierane przez anioły i zawierające płaskorzeźbę przedstawiającą scenę z życia Maryi.
We wnętrzu przestrzenie boczne oddzielone są od siebie dużymi korynckimi pilastrami z żyłkowanego różowego marmuru o pozłacanych kapitelach. Wspierają one belkowanie. Prezbiterium, wejście i główne boczne kaplice są oddzielone łukami. Do kaplic po przekątnych wchodzi się przez niższe łuki, powyżej których są galerie z balustradami. Łuk wejściowy zawiera większą galerię, w której są organy.
W ołtarzu głównym znajduje się XIII-wieczny wizerunek Matki Bożej z Dzieciątkiem, ujęty w barokową glorię umieszczoną w absydzie pomiędzy parą półkolumn kompozytowych z brązu. Gloria składa się z grupy aniołów ze stiuku podtrzymujących obraz, za nimi znajdują się złocone promienie. Sam obraz jest utrzymany w tradycji ikonograficznej Hodegetrii, z tym że Dzieciątko nietypowo znajduje się po prawej stronie Maryi. Na pilastrach przy prezbiterium umieszczono parę brązowych dwugłowych orłów.

### Kaplice boczne
Kaplica św. Alojzego Gonzagi
Pierwsza kaplica po prawej stronie jest poświęcona św. Alojzemu Gonzadze. Obraz ołtarzowy autorstwa Antonio Nesi z 1748 roku przedstawia Św. Alojzego adorującego krucyfiks. Freski na kopule i pendentywach pochodzą z XIX-wiecznej renowacji.
Kaplica św. Anny
Druga kaplica po prawej stronie została poświęcona św. Annie. W ołtarzu umieszczono przedstawienie Św. Anny nauczającej Maryję, dzieło Agostino Masucci z 1751 roku. W tej kaplicy znajduje się także rzeźba Matki Bożej z około 1550 roku, pochodząca z poprzedniego kościoła oraz XVIII-wieczny fresk Niepokalane Poczęcie. Umieszczono tutaj również mały XVII-wieczny krucyfiks należący do papieża Innocentego XI.
Kaplica św. Józefa
Trzecia kaplica po prawej stronie dedykowana jest św. Józefowi. Znajdują się w niej trzy obrazy pędzla Stefano Pozzi. W ołtarzu umieszczono Śmierć św. Józefa, natomiast owalne obrazy na bocznych ścianach przedstawiają patrona kaplicy instruowanego przez anioła i Świętą Rodzinę. Sztukatorskie anioły są autorstwa Andrei Bergondi. Mały obraz na ołtarzu przedstawia św. Wincentego Pallottiego.
Kaplica św. Piotra i Pawła
Pierwsza kaplica po lewej jest poświęcona świętym Piotrowi i Pawłowi. Obraz ołtarzowy namalował Lorenzo Masucci w 1750 roku. Fresk z XIX wieku na sklepieniu przedstawia Triumf Trójcy Świętej. Na ścianach bocznych po lewej stronie znajduje się św. Józef (XIX wiek), a po prawej św. Teresa z Lisieux (XX wiek).
Kaplica św. Bernarda
Druga kaplica po lewej stronie poświęcona jest św. Bernardowi z Clairvaux. Obraz w ołtarzu to dzieło Niccoli Ricciolini z 1751 roku ukazujące patrona kaplicy piszącego podczas wizji Matki Bożej. Mały obraz na ołtarzu przedstawia św. Wincentego Ferreriusza.
Kaplica krucyfiksu
Trzecia kaplica po lewej stronie poświęcona jest Ukrzyżowaniu. Znajduje się w niej duży drewniany krucyfiks z XVI wieku. Na ścianach bocznych są XVIII-wieczne freski, po lewej stronie Maryja, a po prawej św. Jan Ewangelista. Na sklepieniu jest XIX-wieczny fresk Triumf Krzyża.

## Kardynałowie diakoni
Kościół Najświętszego Imienia Maryi na Forum Trajana jest jednym z kościołów tytularnych nadawanych kardynałom-diakonom (Titulus Sanctissimi Nominis Mariae ad forum Traiani). Tytuł ten został ustanowiony 29 kwietnia 1969 roku przez papieża Pawła VI.
- Sergio Guerri (1969–1979), tytuł prezbiterialny pro hac vice (1979–1992)
- Darío Castrillón Hoyos (1998–2008), tytuł prezbiterialny pro hac vice (2008–2018)
- Mauro Gambetti (od 2020)[4]